# Wardenclyffe Tower
Der 1901 errichtete 57 Meter hohe Wardenclyffe Tower war ein experimenteller, nicht vollendeter und ganz aus Holz gebauter Funkturm von Nikola Tesla bei Shoreham, am nördlichen Küstenstreifen von Long Island, USA. Die Kuppel des Turms hatte einen Durchmesser von 20 Metern.

## Geschichte
Tesla begann etwa um 1898 mit der Planung des Turmes. Im Jahr 1901 wurde der Turm auf Long Island gebaut (Architekt: Stanford White; Entwurf: Whites Kollege W. D. Crow). Hauptsponsor des Projektes war J. P. Morgan. Tesla stellte diese Anlage gegenüber J.P. Morgan als Radiosender zur Übertragung transatlantischer Nachrichten und als direkte Konkurrenz zu den damaligen Anlagen von Guglielmo Marconi dar. 1902 errichtete Tesla ein neues Laboratorium direkt am Turm, das jedoch ebenfalls nie ganz fertiggestellt wurde.
Im Gegensatz zu Marconis Knallfunkensender mit einer Leistung von 18 kW, mit dem Marconi die erste drahtlose Datenübertragung über den Atlantik gelang, wies die Anlage in Wardenclyffe eine projektierte Leistung von 300 kW in Form von Wechselspannungsgeneratoren von Westinghouse Electric auf. Der Wardenclyffe Tower war im Vergleich zu den Anlagen von Marconi riesig, teuer und kompliziert.
Während Tesla dieses Projekt seinem Geldgeber J. P. Morgan als Hochleistungs-Funksender verkaufte, glaubte er selber daran, mit Hilfe dieses heute als Tesla-Transformator bezeichneten Aufbaus, im Prinzip eine baulich große Form des Resonanztransformators, drahtlos durch die Erde elektrische Energie verteilen zu können. Als J. P. Morgan im September 1902 von Tesla über die eigentliche Aufgabe informiert wurde, stieg er nach Investition von 150.000 USD aus dem Projekt aus. In den Folgejahren versuchte Tesla immer aufdringlicher, J. P. Morgan zu weiteren Investitionen zu überreden, was im Frühjahr 1904 in einem Rauswurf Teslas aus dem New Yorker Büro von J. P. Morgan gipfelte. Morgan trennte sich in Folge geschäftlich komplett von Tesla.
Der Turm blieb unvollendet: Er wurde weder wie geplant verkleidet noch innen ausgebaut und die pilzförmige Kuppel wurde nie mit den vorgesehenen Kupferplatten ausgestattet. Auch die Ausbauten unter dem Turm im Fundament blieben unvollendet. Im Jahr 1905 wurden die Finanzprobleme Teslas immer prekärer: So konnte Tesla die Mitarbeiter und Kohlelieferungen für den Betrieb nicht mehr bezahlen. In den Folgejahren verfiel die Anlage.

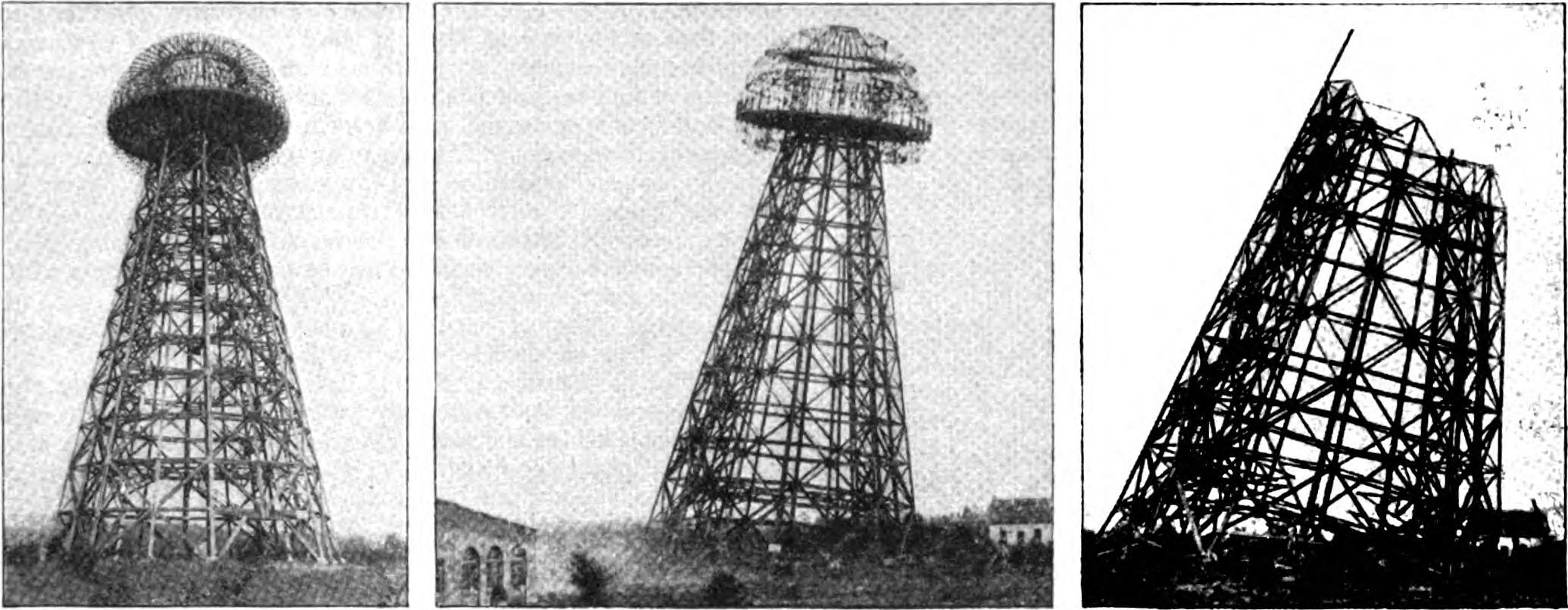
Abbruch im September 1917

Im Jahr 1915 musste Tesla das Gelände samt der unvollendeten und inzwischen verfallenen Anlage an den Hotelbetreiber George C. Boldt wegen unbeglichener Hotelrechnungen verkaufen. Tesla wohnte zu jener Zeit permanent im Luxushotel Waldorf-Astoria auf Kredit. Eine Steuerschuld aus 1909 von jahrelang nicht bezahlter Bodensteuer für Wardenclyffe führte 1916 zu einem öffentlichen Gerichtsverfahren, in dessen Verlauf Teslas prekäre finanzielle Situation bekannt wurde, womit das Projekt Wardenclyffe für Tesla endgültig verloren war.
Am 4. Juni 1917 verkaufte der Hotelbetreiber des Waldorf-Astorias das Gelände an die Abrissfirma Smiley Steel Company, die am 15. Juli 1917 mit dem Abriss und der Verwertung der verbliebenen Anlagenteile zum Materialpreis begann. Der Turm wurde im September des gleichen Jahres mit mehreren Ladungen Dynamit gesprengt.
Mit Stand 2023 befindet sich das Gelände in Besitz einer Stiftung, welche dort ein Museum einrichten will. Zu den Unterstützern der Einrichtung gehört auch der Besitzer der Tesla, Inc. Elon Musk, welcher eine Million US-Dollar für die Unterstützung spendete.

## Funktion
Die von Tesla projektierte sehr große Spule hätte nicht funktioniert. Denn während man jahrelang davon ausging, dass auch eine kilometerlange Sekundärspule noch funktionieren würde, sofern sie mechanisch stabil konstruiert werden könnte, gäbe es bei dieser Baugröße elektrische Probleme, weil die Frequenz des durch die Resonanz erzeugten Wechselstroms mit zunehmender Spulenlänge der Sekundärspule immer niedriger ausfällt. Deshalb könnten die ionisierten Kanäle, durch die die einmal eingeleitete Funkenentladung aufrechterhalten würde, nicht lange genug bestehen bleiben. Bei etwa 40 Metern Spulenlänge wäre der Punkt erreicht, an dem die Funkenentladung in den Phasen der Umpolung der Spannung abreißen würde.
Die zugrundeliegende Funktion damaliger Radiosender waren die so genannten Knallfunkensender bzw. Löschfunkensender, wovon sich auch der im Deutschen übliche Begriff „Funken“ für eine drahtlose Übertragung ableitet. Damit ist grundsätzlich keine Sprachübertragung möglich, sondern nur Morsezeichen. Funkensender wurden im ersten Drittel des 20. Jahrhunderts von technischen Weiterentwicklungen wie dem Maschinensender und danach den Röhrensendern mit Elektronenröhren abgelöst.

## Trivia

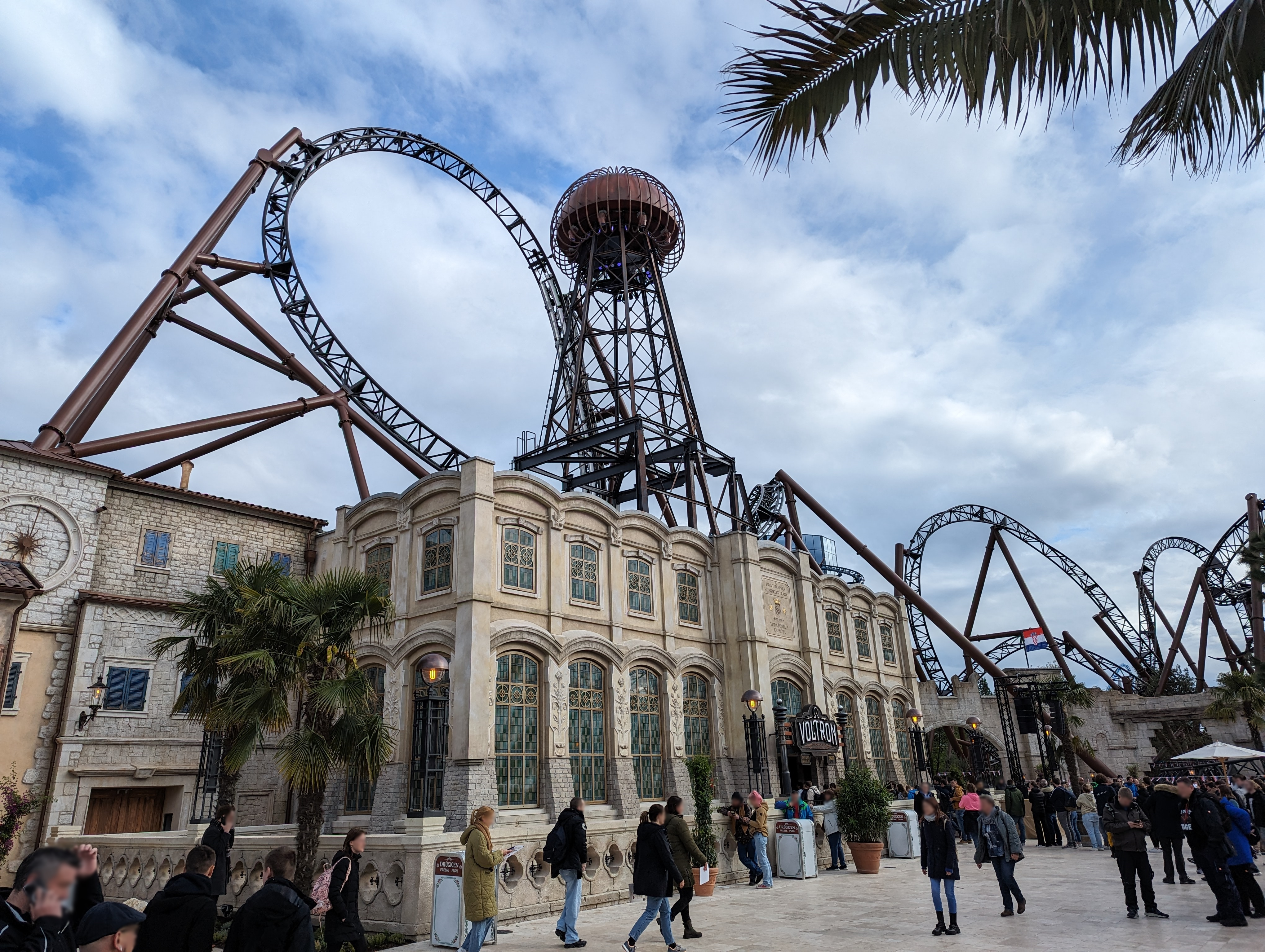
Nachbildung im Europa-Park bei der Achterbahn Voltron Nevera

- Die im Videospiel Red Dead Redemption 2 auftretende Figur des Marko Dragic besitzt ein Labor, das dem Wardenclyffe Tower nachempfunden ist. Dragic selbst ist von Nikola Tesla inspiriert.[4]
- Im utopischen Roman Türme strahlen den Tod (im Original The Tormented City) von Edwin Charles Tubb (als Charles Grey) wird unter dem Vorwand, die ganze Erde mit solchen Türmen durch drahtlose Übertragung mit elektrischer Energie zu versorgen, die Vernichtung der Menschheit durch einen Außerirdischen geplant.
- In dem Film Gänsehaut 2 – Gruseliges Halloween wurde der Wardenclyffe Tower von der lebendigen Bauchredner-Puppe Slappy als Sendemast für Magie verwendet.[5]
- In Episode 12.04 Unter Strom der britischen TV-Serie Doctor Who wird Teslas Turm genutzt, um ein außerirdisches Raumschiff mithilfe eines Stromschlags abzuwehren.
- Im VR-Adventure Wanderer des neuseeländischen Studios Mighty Eyes spielen sowohl der Wardenclyffe Tower als auch Nikola Tesla eine entscheidende Rolle, die allerdings in eine fiktionale Handlung eingebettet sind. Man interagiert als Spieler mit Tesla selbst, um den Turm zu aktivieren.
- Im Europa-Park in Rust wurde im August 2023 ein dem Wardenclyffe Tower nachempfundener Turm errichtet, der im neuen Themenbereich Kroatien ab 2024 einen Teil der Thematisierung der neuen Achterbahn Voltron Nevera darstellt.